# Miguel Emiro Naranjo
Miguel Emiro Naranjo (Laguneta, Córdoba, Colombia, 17 de mayo de 1944) es un músico, docente, director de bandas y compositor colombiano. Es el fundador y director de la banda 19 de Marzo de Laguneta. Defensor de las bandas folclóricas de Córdoba, es considerado por los cordobeses como el artista vivo más representativo del departamento
.